# Évangile de Nicodème
Évangile de Nicodème et Actes de Pilate sont les noms usuels d'un évangile apocryphe composé en grec au IVe siècle. Dans sa forme originale (recension grecque A), il raconte le procès et la mort de Jésus puis, à travers la figure de Joseph d'Arimathie et de trois Galiléens, la Résurrection et l'Ascension du Christ ; il cite notamment les évangiles canoniques et insiste sur le fait que Jésus accomplit les prophéties de l'Ancien Testament. Rapidement traduit en latin, il connaît en Occident un très grand succès, dont témoignent plus de 400 manuscrits ; au cours de sa diffusion en Occident, il est complété de récits de la descente du Christ aux enfers. La forme la plus répandue au Moyen Âge (recension latine A) peut être datée du VIe siècle ; elle a été traduite au IXe/Xe siècle en grec, donnant naissance aux recensions byzantines (formes grecques M), dans lesquelles Marie joue un rôle important.
L'Évangile de Nicodème a fortement influencé la culture occidentale ; il a été souvent cité et exploité au Moyen Âge, aussi bien dans les encyclopédies médiévales et des chroniques historiques que dans des manuels de prédication ; son utilisation dans la La Légende dorée de Jacques de Voragine a certainement favorisé son succès ; il est, en outre, à la source d'une partie des légendes sur le Graal. À partir de la Renaissance, son succès ira en diminuant, en raison du récit de la descente du Christ aux enfers, sévèrement critiqué. Son influence dans le christianisme de langue grecque a été beaucoup plus réduite. Contrairement à ce que l'on a longtemps pensé, il semble n'avoir influé sur l'iconographie que très tardivement (XVIIe siècle) ; il n'est donc pas à la source des icônes de la Résurrection.

## Les Actes de Pilate dans la littérature patristique
Le premier auteur chrétien à parler d'Actes de Pilate est Justin de Naplouse (appelé aussi Justin Martyr), qui vers 150 écrit « à l'empereur, au Sénat et à tout le peuple » la première de ses deux apologies du christianisme. Dans cette apologie, Justin fait référence à deux reprises à des « Actes de Pilate », qui ne sont bien sûr pas le futur texte chrétien mais « des minutes du procès, conservées dans les archives romaines ». Dans ces deux passages, l'auteur renvoie ses lecteurs à ces Actes pour prouver la véracité de ses dires. « En consultant les Actes de Pilate, les Romains, auxquels Justin destine son œuvre, pourront vérifier la réalisation des prophéties dans les événements qui ont marqué la passion du Christ », écrit Jean-Pierre Lémonon. Il se range à l'avis d'autres auteurs pour dire que « les “Actes de Pilate” auxquels Justin renvoie sont à recevoir comme une supposition de Justin : il conjecture que les Romains disposent d'archives qui leur permettent de contrôler l'exactitude de ces affirmations ». 
Dans l'Apologétique qu'il composa vers 197, Tertullien affirme que Tibère « soumit au Sénat les faits qu'on [Pilate] lui avait annoncés de Syrie-Palestine, des faits qui avaient révélé là-bas la vérité de la divinité du Christ, et il manifesta son avis favorable. Le Sénat, n'ayant pas lui-même vérifié ces faits, vota contre. César persista dans son sentiment et menaça de mort les accusateurs des chrétiens, ».
Edoardo Volterra estime que Tertullien se référait à un document authentique écrit par Ponce Pilate. La proposition de Tibère pour que Jésus entre au Panthéon est compatible avec les multiples sources (Tertullien, Eusèbe, Orose, Zonaras, Doctrine d'Addaïe, Jérôme de Stridon, Moïse de Khorène) qui font état de « la bienveillance de Tibère envers le Christ et le message chrétien » tant en Orient qu'en Occident. 
Salomon Reinach a émis l'hypothèse que le « rapport » dont parle Tertullien était la Lettre de Pilate à Claude. Selon lui, dans certaines versions, le nom de Claude aurait été « corrigé » par celui de l'empereur Tibère, avant que Tertullien ne l'utilise (197). Toutefois, aucune version de ce type n'a été retrouvée.

### Eusèbe de Césarée et les Actes dirigés contre les chrétiens
Au début du IVe siècle, Eusèbe de Césarée connaît un rapport de Pilate à Tibère. Il fait référence à Tertullien et semble citer ce qu'il disait dans son Apologétique (écrit vers 197). Dans cette citation Pilate « se fait le simple écho de ce qui s'est passé et se dit dans la province dont il a la charge, ». Pour Eusèbe, « Pilate ne prend pas en compte ce qu'il rapporte. » Pour Jean-Pierre Lémonon, les écrits d'Eusèbe concernant « le rapport de Pilate » sont dépendants de l'Apologétique de Tertullien dont il donne d'ailleurs la référence explicite.
Toutefois, dans une partie de son Apologétique (V, 1-2), Tertullien faisait de Pilate un « chrétien de cœur »,. Il semble donc que cette tradition chrétienne au sujet de Pilate que l'on trouve en Égypte et en Éthiopie s'était étendue jusqu'à Carthage où vivait Tertullien. De son côté Eusèbe « ne fait pas mention du texte de l'Apologétique qui présente Pilate comme un chrétien de cœur car il est également l'écho d'une tradition qui met en valeur le châtiment de Pilate. » 
Mais Eusèbe ne parle pas seulement d'un rapport de Pilate à l'empereur, il mentionne aussi l'existence d'Actes anti-chrétiens qu'il appelle « Actes de Pilate et de notre Sauveur ». Pour transformer les mentalités, l'empereur Maximin Daïa aurait fait rédiger des « Actes » de Pilate dirigés contre les chrétiens: « Dans les écoles, durant toute la journée, les enfants avaient à la bouche Jésus, Pilate et les Actes fabriqués par outrage,. » « On y retrouvait des thèmes classiques empruntés parfois aux polémiques entre chrétiens et juifs. Plusieurs attaques sont liées à la naissance de Jésus : Jésus serait né hors des liens du mariage, il serait un fruit de la débauche; ses parents ont fui en Égypte en raison de leur honte ; si Jésus était fils de Dieu, celui-ci n'aurait pas laissé massacrer des innocents lors de la naissance de son fils. » Les miracles de Jésus « étaient des actes de magie. Sa prétention à la royauté et son activité de malfaiteur l'ont conduit à la mort. La résurrection y était ramenée à une affirmation subjective, car comme déjà Celse l'affirmait, il n'était pas convenable que « le Ressuscité » ne se manifeste pas au plus grand nombre, en particulier à ses ennemis. »

### La lettre dePilatusà Claude
La tradition chrétienne mentionne aussi une lettre qu'un gouverneur de Judée surnommé Pilatus aurait envoyée à l'empereur Claude. Dans les Actes de Pierre et Paul — un écrit daté du Ve siècle — cette lettre est utilisée lors d'un interrogatoire de Simon le Magicien et des apôtres Pierre et Paul par l'empereur Néron à Rome. C'est un document officiel qui sert à appuyer « la réalité historique des miracles de Jésus et à confondre les prétentions mensongères de Simon ». Cette lettre constitue aussi le dernier chapitre des Actes de Pilate. Elle semble anachronique puisque Ponce Pilate est renvoyé de Judée en 36-37, alors que Claude devient empereur en 41. De plus, la date de la mort de Jésus est traditionnellement fixée en 30 ou 33, et un rapport à son sujet dix ans après sa mort reste sans explication.
Jean-Pierre Lémonon, pense que ce décalage de dix ans pourrait s'expliquer par la place que la lettre occupe dans les Actes de Pierre et Paul. En effet, dans ce texte le rapport de Pilatus est lié à un débat entre Pierre et Simon le Mage. Or la tradition chrétienne situe ce débat sous Claude. Pour Jean-Pierre Lémonon, « l'auteur de la lettre apocryphe aurait reporté sur la lettre le temps de la dispute en oubliant tout lien avec la chronologie du Christ. »
Dans ce texte le rapport de Pilatus est lié à un débat entre Pierre et Simon le Mage et produit ainsi un anachronisme en liant ce débat au règne de Claude alors que Ponce Pilate a gouverné sous Tibère.